# Rākaihautū
Rākaihautū est le capitaine de l'Uruaokapuarangi (en), une pirogue de migration maorie (waka). Il est aussi l'ancêtre polynésien de divers iwi, le plus célèbre des Waitaha et d'autres groupes du sud, bien qu'il soit également connu dans les traditions de Te Tai Tokerau (en) et dans celles de Rarotonga.
Dans la mythologie maorie, une fois que Rākaihautū débarque avec l'Uruaokapuarangi sur l'île du Sud, il se déplace vers le sud et creuse plusieurs des principaux lacs de l'île à l'aide d'un kō (bâton) magique afin de les remplir de nourriture pour ses nombreux descendants.

## Origine
Rākaihautū navigue à l'origine avec sa femme Waiariki-o-āio, leur fils Te Rakihouia,  et les habitants de Te-patunui-o-āio  à bord de l'Uruaokapuarangi , il y a plus de 34 générations. L'équipage comprend certains membres de la famille de Rākaihautū qui appartiennent aux tribus Te Kāhui Tipua, Te Kāhui Roko et Te Kāhui Waitaha,. La fille de Rākaihautū, Te Uhi-tataraiakoa, est restée à Te-patunui-o-āio.
Lors du voyage vers l'île du Sud, les cieux et l'océan bloquèrent le chemin de la pirogue, jusqu'à ce que Rākaihautū chante un karakia et se fraye un passage avec son herminette. Il débarque finalement sur l'Uruaokapuarangi à Nelson, sur l'île du Sud.

## Exploration
De Nelson, Rākaihautū et sa femme se séparent de Te Rakihouia et commencent à explorer les Alpes du Sud. Te Rakihouia et Te Kāhui Waitaha prennent la pirogue et continuent le long de la côte est, pour finalement arriver près de la rivière Clutha.
Dans la tradition, Rākaihautū creuse les grands lacs depuis les lacs Rotoiti, Rotoroa et Rangitahi  au nord jusqu'au lac Te Anau  et au lac Manapouri au sud. À cette fin, il utilise un bâton à creuser nommé Tūwhakarōria. Après avoir atteint le Détroit de Foveaux, il remonte le long de la côte est, retrouve Te Rakihouia et s'installe dans la péninsule de Banks où il enfonce son bâton dans une colline appelée Pūhai.
Le bâton se transforme alors en pic rocheux connu de Pākehā sous le nom de mont Bossu,.
Les lacs spécifiques que Rākaihautū est crédité d'avoir creusé comprennent le lac Tekapo, le lac Pukaki, le lac Ōhau, le lac Hāwea, le lac Wānaka, le lac Wakatipu, Whakatipu Waitī, Te Aitarakihi près de Washdyke, le lac Ellesmere/Te Waihora et le lac Forsyth.

## Postérité
Il est surtout connu comme un ancêtre de Waitaha, bien que les fondateurs de Kāti Māmoe et du moins connu Te Kāhea, seraient tous deux des descendants de l'arrière-petit-fils de Te Uhi-tataraiakoa, Toi-te-huatahi (en). Ngāpuhi et Ngāti Rāhiri Tumutumu descendraient également de Toi par l'intermédiaire de l'ancêtre Rāhiri. On dit parfois que l'ancienne tribu Hāwea descend de Toi, ou ils auraient pu arriver sur leur propre pirogue - les Kapakitua sous la capitainerie de Taiehu - avant l'Uruaokapuarangi. Kapakitua aurait autrement pu être le nom de l'herminette de Rākaihautū à bord de l'Uruaokapuarangi quand il est arrivé sur l'île du Sud.